# Список умерших в 1043 году
В этой статье представлен список известных людей, умерших в 1043 году.
См. также: Категория:Умершие в 1043 году

## Февраль

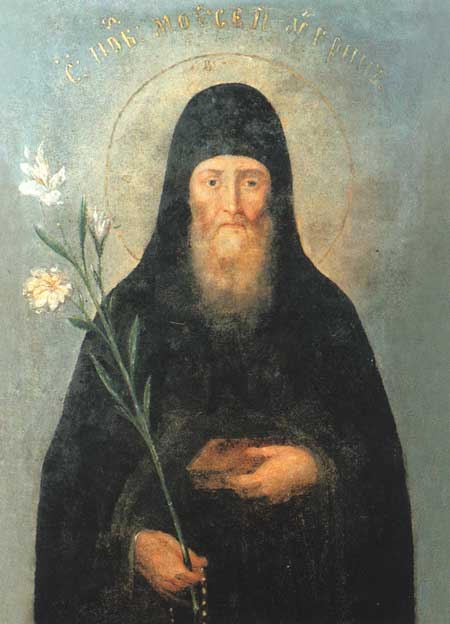
Моисей Угрин

- 16 февраля — Гизела Швабская — графиня Брауншвейга, графиня в Дерлингау и Нордтюринггау (1003/1005 —1010/1011), жена графа Бруно I; герцогиня Швабии (?—1015), жена герцога Эрнста I; королева-консорт Германии (1024—1039), королева Италии (1026—1039), императрица Священной Римской империи (1028—1039), королева Бургундии (1033—1039), жена императора Конрада II
- 20 февраля — Алексий Студит — Константинопольский патриарх с 1025 года.

## Апрель
- 15 апреля — Адальбранд[нем.] — архиепископ Гамбурга-Бремена (1035—1043)

## Май
- 13 мая — Иоанн Орфанотроф — византийский политический деятель.

## Дата неизвестна или требует уточнения

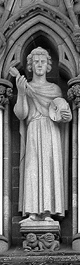
Халльвард Вебьёрссон

- Абу Мансур Али ибн Язид — Ширваншах (1034-1043).
- Георгий Маниак — византийский полководец, катепан Италии (1042)
- Гонсало Санчес — граф Собрарбе и Рибагорсы с 1035 года.
- Жоффруа II[англ.] — архиепископ Бордо с 1027 года.
- Иестин ап Гурган — принц Гливисинга.
- Исмаил аль-Захир — правитель тайфы Толедо (1032—1043).
- Катал мак Руайдри[англ.] — король Западного Коннахта (1036—1043)
- Моисей Угрин — монах Киево-Печерского монастыря, православный святой, почитается в лике преподобных.
- Аль-Муктана Бахауддин[англ.] — духовный лидер друзов
- Халльвард Вебьёрссон — святой Римско-Католической Церкви, мученик, является покровителем Осло, почитается в Католической церкви заступником невинных людей.
- Хивел ап Оуйан — король Гливисинга с 990 года.
- Шах-Малик — последний ябгу Огузской державы (998—1042), хорезмшах (1039—1042).